# Forceville
Forceville és un municipi francès situat al departament del Somme i a la regió dels Alts de França. L'any 2017 tenia 175 habitants.
El 2007 comptava amb 68 famílies i 76 habitatges. La població en edat de treballar era de 98 persones, 80 eren actives.

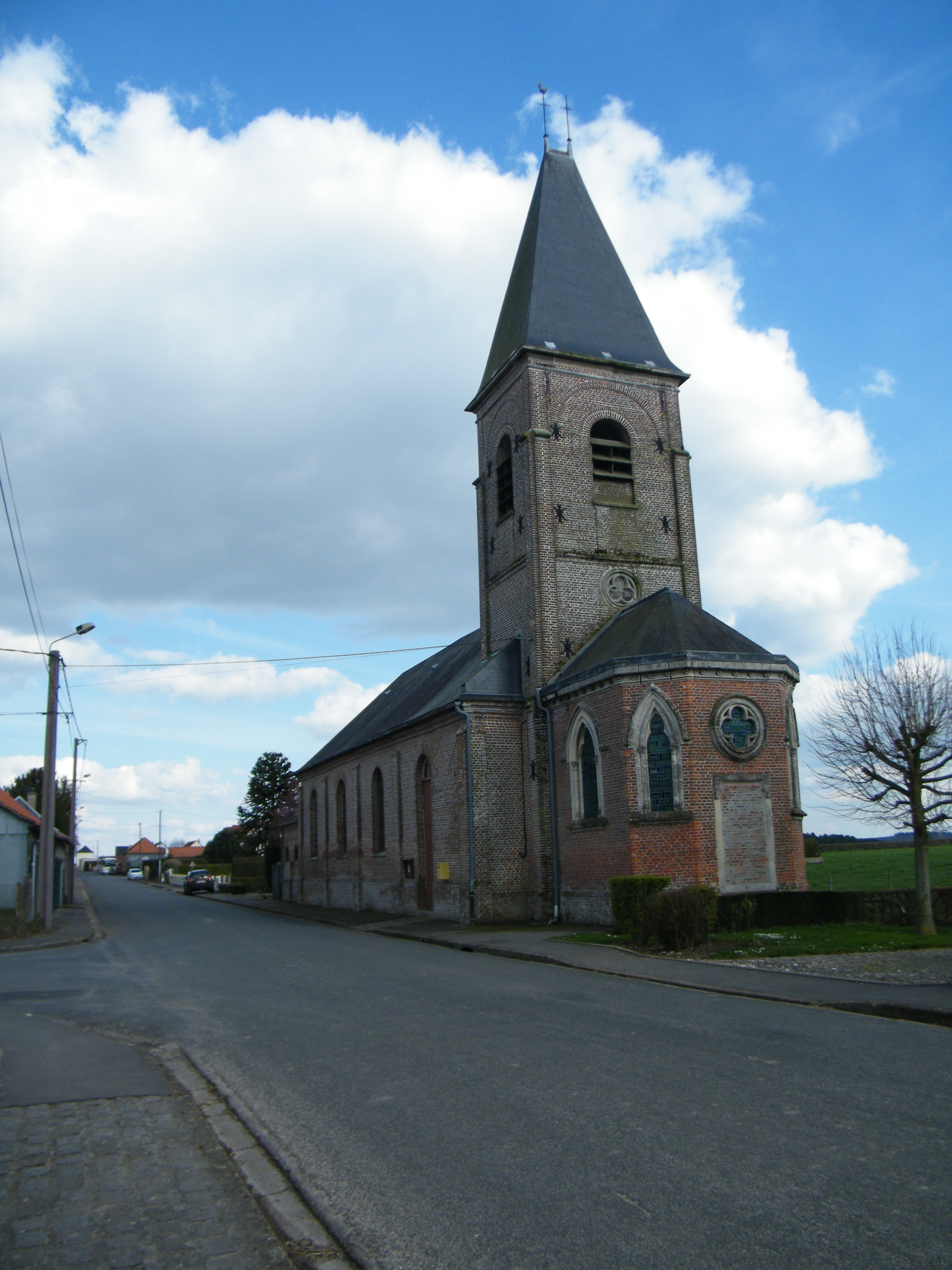
Església

El 2007, hi havia una empresa de comerç i reparació d'automòbils i una empresa classificada com a «altres activitats de serveis». El 2000 hi havia dotze explotacions agrícoles que ocupaven un total de 693 hectàrees.